# Graham Brookhouse
Graham Brookhouse (Birmingham, 19 de junho de 1962) é um ex-pentatleta britânico medalhista olímpico. 

## Carreira
Graham Brookhouse representou seu país nos Jogos Olímpicos de 1988 e 1992, na qual conquistou a medalha de bronze, por equipes, em 1988. 